# 維利霍瓦京
48°0′43″N 24°10′14″E / 48.01194°N 24.17056°E

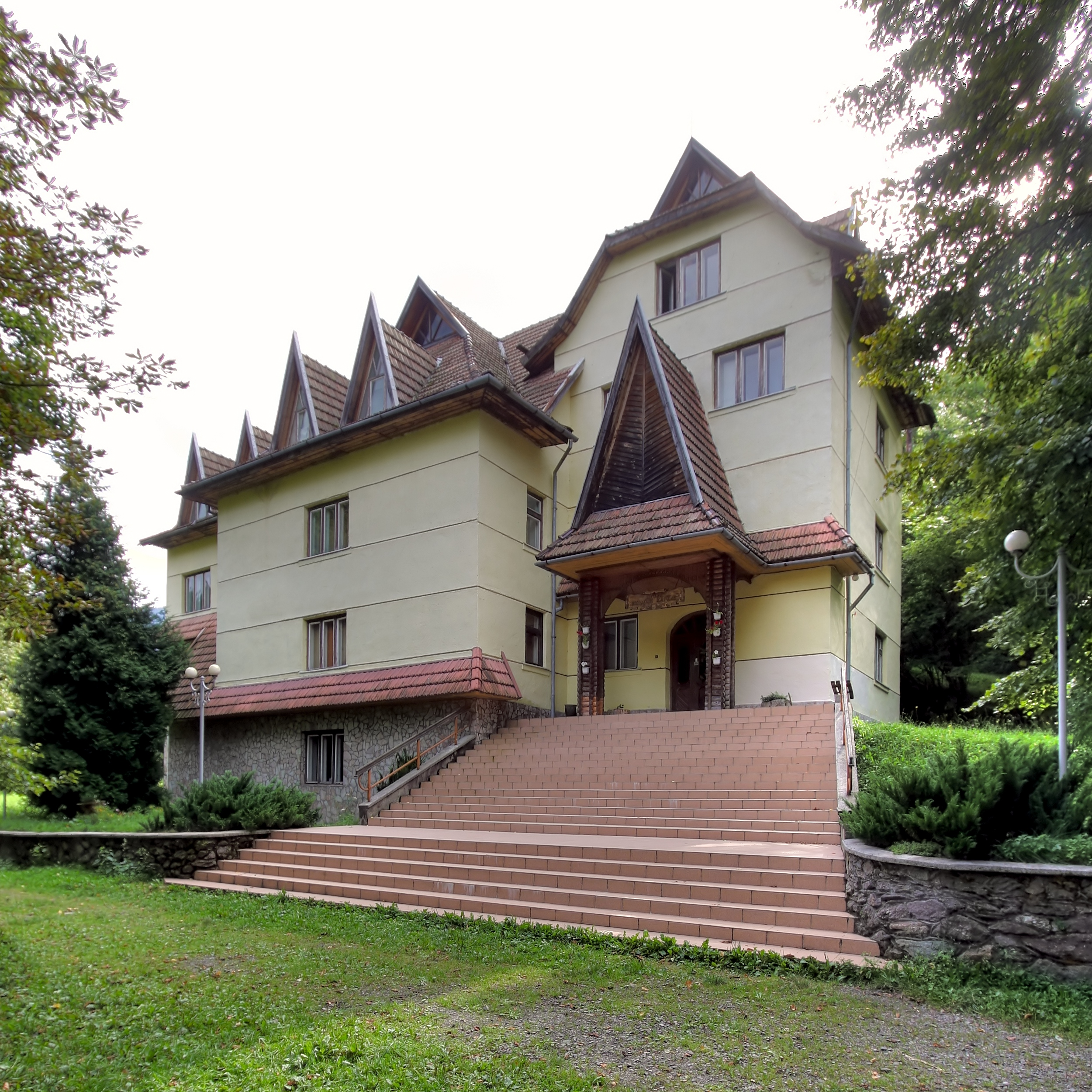

維利霍瓦京（烏克蘭語：Вільховатий），是烏克蘭的村落，位於該國西部外喀爾巴阡州，由拉希夫區負責管轄，始建於1947年，面積0.79平方公里，海拔高度442米，2001年人口1,112，人口密度每平方公里1,410人。